# Emydura
Emydura är ett släkte av sköldpaddor som beskrevs av den franske ornitologen Charles Lucien Bonaparte 1836. Emydura ingår i familjen ormhalssköldpaddor.

## Arter enligtCatalogue of Life[1]
- Emydura australis
- Emydura krefftii
- Emydura macquarii
- Emydura subglobosa
- Emydura tanybaraga
- Emydura victoriae